# Voorthuizen

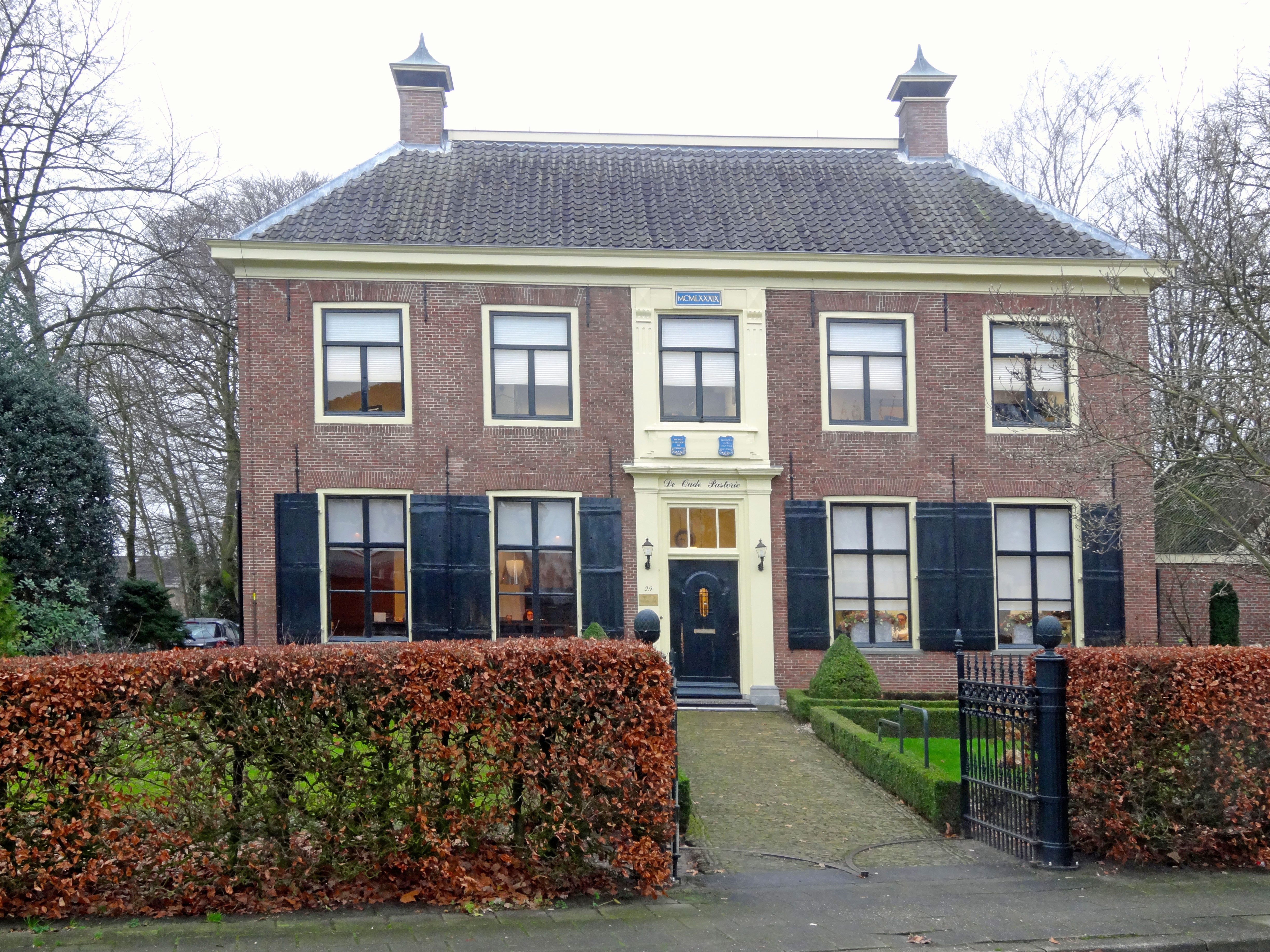
Edificio classificato come rijksmonument a Voorthuizen

Voorthuizen  (in basso sassone: Voorthuzen) è una località di circa 10.000 abitanti del centro dei Paesi Bassi, facente parte della provincia della Gheldria e situata nella regione della Veluwe. È la località più grande della municipalità di Barneveld; per un breve periodo (1812-1818), è stata anche un comune indipendente.

## Etimologia
Il toponimo Voorthuizen, attestato anticamente come Voirthusen, Voerthusu, Vorthusin, Voerthuisen e Vorthusen, presenterebbe nella prima parte il termine voort, "guado", e nella seconda parte il dativo plurale dell'antico olandese hus ("casa") e significherebbe quindi all'incirca "presso le case sul guado".

## Geografia fisica

### Collocazione
Voorthuizen si trova nella parte nord-occidentale della provincia della Gheldria, al confine con la provincia di Utrecht e nel tratto iniziale della Veluwe: il villaggio è situato a pochi chilometri a sud-est di Nijkerk e a nord-est di Hoevelaken e tra le località di Putten e Barneveld (rispettivamente a sud della prima e a nord della seconda).

## Geografia antropica

### Suddivisioni amministrative
Buurtschappen
- Boeschoten (in parte)
- Zeumeren

## Storia
Il nome del villaggio è citato per la prima volta in un documento datato 3 agosto 970.
Nel 1402, si parlava del kerspel di Voorthuizen.
Nel 1741, Voorthuizen fu descritto come "un villaggio molto grande".
Nel 1812, Voorthuizen si staccò dalla municipalità di Barneveld e divenne un comune indipendente, ma tornò a far parte di questo comune solamente sei anni dopo.

## Monumenti e luoghi d'interesse
Voorthuizen conta 7 edifici classificati come rijksmonumenten e 22 edifici classificati come gemeentelijke monumenten.

### Chiesa protestante
Tra i principali edifici d'interesse di Voorthuizen, figura la chiesa protestante, costruita nel 1868.
|  |

## Sport
- Le squadre di calcio locali sono il VV De Kieviten[7] e il VVOP[8]